# Johan Herman Kloos
Johan Herman Kloos (* 20. Februar 1842 in Amsterdam; † 23. März 1901 in Braunschweig) war ein deutsch-niederländischer Geologe, Mineraloge und Paläontologe.

## Leben
Sein Vater war Bankier in der Familienbank in Amsterdam, sein Großvater väterlicherseits war aus der Wetterau nach Amsterdam gezogen. Nach dem Abitur 1860 in Amsterdam studierte er an den Bergakademien in Freiberg (1861/62) und 1863/64 an der von Clausthal Geologie und Mineralogie sowie an der Universität Göttingen (1862/63). 1867 bis 1875 arbeitete er in Minnesota für die Saint Paul and Pacific Railroad als Geologe. 1877 wurde er in Göttingen bei Karl von Seebach promoviert und hörte in Göttingen auch bei Carl Klein Mineralogie. 1883 habilitierte er sich an der Technischen Hochschule Stuttgart Das Granitgebiet im südlichen Schwarzwald, lehrte an der TH Karlsruhe und wurde 1886 als Nachfolger von E. J. Ottmer Professor für Geologie und Mineralogie an der TH Braunschweig.
Er befasste sich insbesondere mit der Geologie des Harzes und dessen Vorland und den Höhlen des Harzes. Dabei grub er in der Hermannshöhle (Harz) aus, wobei Max Müller erste Höhlenfotografien anfertigte. Er befasste sich auch mit Ingenieurgeologie und Gutachten für den Bergbau (Kaliindustrie, Erdölbohrungen im Banat und Leinetal, Suche nach Kohle, städtische Wasserversorgung in Braunschweig und Wolffenbüttel). Mit K. Martin in Leiden untersuchte er Gestein aus den holländischen Kolonien in Indonesien und er befasste sich mit Erd- und Seebeben in der Sundastraße.
1888 wurde er Mitglied der Leopoldina.
1867 heiratete er in Clausthal Marie Kemna, mit der er neun Kinder hatte. Kloos war ein Vetter des Dichters Willem Kloos.

## Schriften
- Beiträge zur Geologie und Paläontologie des Herzogtums Braunschweig und der angrenzender Landesteile, Braunschweig: Vieweg 1894
- Die Hermannshöhle bei Rübeland, 2 Bände, 1889
- Entstehung und Bau der Gebirge erläutert am geologischen Bau des Harzes, Braunschweig 1889
- Die Höhlen des Harzes, 1896
- Geognostische und geographische Beobachtungen im Staate Minnesota, Berlin: Pormetter 1877